# مونیکا وبر-کوشتو
مونیکا وبر-کوشتو (مجاری: Weber-Kosztó Mónika؛ زادهٔ ۷ فوریهٔ ۱۹۶۶) شمشیرباز زن اهل آلمان است.
وی در مسابقات کشوری و بین‌المللی در مجموع برندهٔ ۲ مدال نقره، ۲ مدال برنز شده‌است.